# Беххофен (Пфальц)
Беххофен (нем. Bechhofen) — община в Германии, в земле Рейнланд-Пфальц.
Входит в состав района Юго-западный Пфальц. Подчиняется управлению Цвайбрюккен-Ланд. Население составляет 2156 человек (на 31 декабря 2010 года). Занимает площадь 6,59 км².